# 西万尼

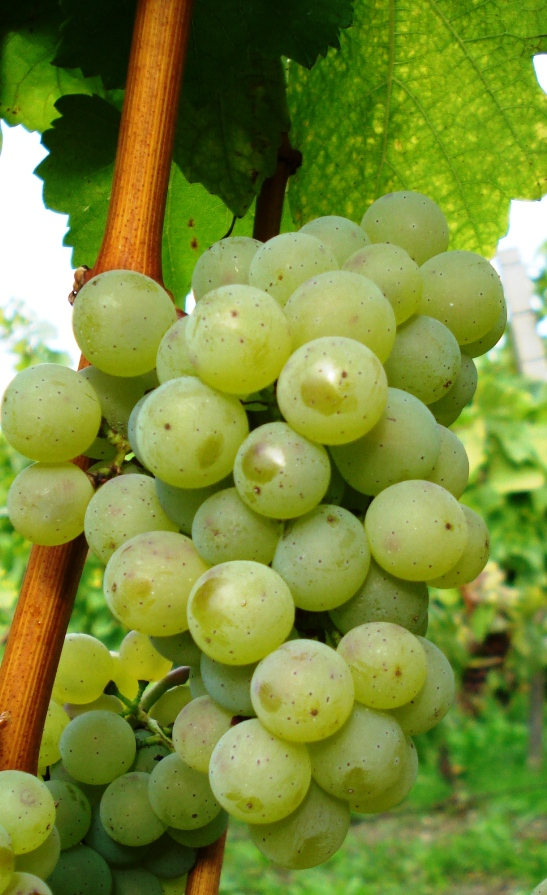
在法兰克尼亚栽种的西万尼

西万尼（Sylvaner or Silvaner）是一种主要生长在阿尔萨斯和德国的白葡萄，其官方名称是绿色西万尼（Grüner Silvaner）。虽然这种阿尔萨斯品种被认为是普通品质的地区性酿酒葡萄，但在2006年它被列入阿尔萨斯特级葡萄酒品种。西万尼在德国表现最好的产区是弗兰肯(Franken)产区，在那里西万尼葡萄被种植在石灰质粘土上。西万尼在阿尔萨斯表现最要的葡萄园是Wurzburger Stein。
西万尼最大的特点是带有一种特有的泥土芬芳气息。酿造的葡萄酒酸度较高，有雷司令的风格。但与雷司令相比，其酸度不如雷司令高。西万尼比同地区的雷司令早熟，对葡萄园要求不高，所以西万尼在德国的种植面积一直在增长。

## 历史
Sylvaner是一种古老的葡萄品种，长期以来一直生长在中欧的特兰西瓦尼亚。西万尼是塔明娜(Traminer)与Osterreichisch Weiss葡萄的杂交后代，并极有可能是在奥地利诞生的，其中Osterreichisch Weiss葡萄经常被误认为是西万尼。在德国，西万尼的产量自1970年代蓬勃发展，但酒的质量有所下降，但长期以来，它在法兰克尼亚的声誉比其他德国西万尼葡萄酒产区更好。遺傳指紋分析显示它是Traminer和品种Österreichisch-Weiß（意为“奥地利白”）的杂交。因此，现代学者普遍认为西万尼起源于奧地利帝國（特兰西瓦尼亚）。近年来，西万尼在澳大利亚、瑞士、美国、羅馬尼亞也有种植。
人们普遍认为这种葡萄是在三十年战争后传入德国的，因为有记录显示，1659年4月5日，来自奥地利的西万尼 (S被种植在法兰克尼亚的卡斯特尔县。因此，德国在2009年庆祝西万尼的350岁生日。西萬尼的名字可能取自于拉丁文silva（树林）或saevum（野生），它有时被认为曾与野生葡萄藤有亲密关系。在进行基因测试之前，有些人就已经根据它的名字猜想西万尼起源于特兰西瓦尼亚。
二战后德国和阿尔萨斯种植了大量的西万尼，1960-1970年代分别达到其葡萄园总面积的25%-30%。它一度是德国种植最多的品种，直到1970年左右被米勒-图高超越。1980年代初，大部分德国产的西万尼都被混入Liebfraumilch葡萄，人們口味的变化導致生产过剩，许多葡萄藤也被铲除。由于消费者口味的转变，Liebfraumilch再次受到新的葡萄酒饮用者的欢迎。然而，法兰克尼亚境内由于不生产Liebfraumilch葡萄，并且在几十年里都在坚持釀造干白葡萄酒，因此當地繼續種植西萬尼。